# 마오카군
마오카군(일본어: 真岡郡)는 일본이 지배하던 시기의 사할린에 있던 군이다. 법적으로는 1949년 6월 1일, 국가 행정 조직법 시행에 따라 폐지되었다. 다음의 2개의 정, 4개의 촌을 포함한다.
- 마오카 정
- 히로치 촌
- 란도마리 촌
- 시미즈 촌
- 노다 정
- 고노토로 촌